# Рубіжинський
Рубі́жинський (рос. Рубежинский) — селище у складі Первомайського району Оренбурзької області, Росія.
Стара назва — Каргала.

## Населення
Населення — 934 особи (2010; 1148 у 2002).
Національний склад (станом на 2002 рік):
- росіяни — 55 %
- казахи — 31 %